# Charlotte Pousette
Charlotte Pousette, född Nordgren 23 januari 1832 i Stockholm, död 28 april 1877, var en svensk skådespelare. Hon var gift med Mauritz Pousette.

## Biografi
Charlotte Pousette var elev vid Dramatens elevskola.  Hon nämns 1851 som verksam vid Humlegårdsteatern och därmed som verksam hos vid Edvard Stjernströms teatersällskap, med vilket hon 1852 uppträdde på Åbo Svenska Teater och från 1854 var verksam vid Mindre teatern i Stockholm fram till år 1863, då denna uppköptes av Dramaten.  Som medlem av Stjernströms sällskap medverkade hon i en huvudroll vid invigningen av Stora Teatern, Göteborg, 15 september 1859.
Hon medverkade därefter vid Wilhelm Åhman-Mauritz Pousettes teatersällskap 1863-67, som sådan vid Stora Teatern, Göteborg 1867-74, och slutligen åter Stjernström 1874-77 och därmed verksam vid Svenska teatern, Stockholm. 
Bland hennes roller märks markisinnan Pompadour i Narcisse Rameau, Elisabeth av Valois i Don Carlos, Parthenia i Ingomar eller skogens son, Helena i Konungens läkare, Amman i Romeo och Julia, Karin i Så tuktas en argbigga, Toinette i Den inbillade sjuke och Dorine i Tartuffe samt vidare i Bellmaniader Värdinnan på Gröna lund och Ulla Winblad i Johan Fredman, i det borgerliga dramat fru Mohrin i Familjen Mohrin, i operetten Regina i De löjliga mötena och Maria i Den ondes besegrare med flera, i vådevillen Armantine i Hovet i Biberack med flera, i den nyare franska komedin av Scribe, Augier och Sardou hertiginnan de Langeais i Kärlek och vänskap, fru Lecoutellier i Notarien Guérin och markisinnan d’Auberive i Moderna vinglare.
I hennes titelroll i Seraphine, som gavs på Mindre teatern 1869:
"...stod hennes konstnärsskap på sin kulminationspunkt: den mästerliga relief, som hon här gaf åt den hemska bild af fromleri och njutningslusta, som :sedeskildraren från andra franska kejsardömet tecknat i sin "Seraphine", framhölls lifligt af kritici den tiden."

## Teater

### Roller (ej komplett)
| År   | Roll        | Produktion                                     | Teater            |
| ---- | ----------- | ---------------------------------------------- | ----------------- |
| 1851 |             | Ur livets strid Fredrik Berndtson              | Humlegårdsteatern |
| 1875 | Ebba Bjelke | Siri Brahe och Johan Gyllenstierna Gustav III  | Nya teatern       |
| 1876 | Trotjänaren | Den ondsinta hustrun Charles-Guillaume Étienne | Nya teatern       |
| 1876 |             | Familjen Mohrin Johan Jolin                    | Nya teatern       |
| 1876 | Regina      | De löjliga mötena Nicolo Isouard               | Nya teatern       |

### Fotnoter
1. ↑  Gustaf Cygnaeus, Åbo teater, 1839-1889
2. ↑  Det gamla Göteborg. Lokalhistoriska skildringar, personalia och kulturdrag / Del 3
3. ↑  Charlotte Pousette i Arvid Ahnfelt, Europas konstnärer (1887)
4. ↑  ”Tidningsnotis”. Aftonbladet:  s. 2. 8 juli 1851. http://tidningar.kb.se/4112678/1851-07-08/edition/0/part/1/page/2. Läst 28 juli 2016.
5. ↑  ”Teater”. Aftonbladet:  s. 3. 29 september 1875. http://tidningar.kb.se/4112678/1875-09-29/edition/0/part/1/page/3. Läst 1 april 2017.
6. ↑  ”Teaternytt”. Dagens Nyheter:  s. 2. 7 januari 1876. http://arkivet.dn.se/arkivet/tidning/1876-01-07/3356/2. Läst 9 augusti 2015.
7. 1 2  ”Teater och musik”. Dagens Nyheter:  s. 2. 2 februari 1876. http://arkivet.dn.se/arkivet/tidning/1876-02-02/3378/1. Läst 10 augusti 2015.